# Rhopalogaster longicornis
Rhopalogaster longicornis är en tvåvingeart som först beskrevs av Christian Rudolph Wilhelm Wiedemann 1828.  Rhopalogaster longicornis ingår i släktet Rhopalogaster och familjen rovflugor. Inga underarter finns listade i Catalogue of Life.